# Anik A2
O Anik A2 (também conhecido por Telesat 2) foi um satélite de comunicação geoestacionário canadense da série Anik construído pela Hughes. Ele esteve localizado na posição orbital de 109 graus de longitude oeste e era administrado pela Telesat Canada, com sede em Ottawa no Canadá. O satélite foi baseado na plataforma HS-333 e sua expectativa de vida útil era de 7 anos.

## História
O Anik A2 pesava cerca de 272.7 kg em uma órbita geoestacionária e tinha uma vida útil prevista de 7 anos. Tinha aproximadamente 1,85 m de diâmetro e 3,38 m de altura. O sistema de comunicações por satélite eram fornecidos por 12 canais de RF, dois dos quais eram os canais de proteção para o tráfego transportando canais. As funções de telemetria, rastreamento e comandos necessários para manter a estação de satélite e de posicionamento também foram fornecidos nessas faixas de frequência.

## Lançamento
O satélite foi lançado com sucesso ao espaço no dia 20 de Abril de 1973, por meio de um veículo Delta 1914 a partir da Estação da Força Aérea de Cabo Canaveral, na Flórida, EUA. Ele tinha uma massa de lançamento de 560 kg.

## Capacidade e cobertura
O Anik A2 era equipado com 12 transponders em banda C para fornecer serviços de comunicações via satélite ao Canadá.